# Verfassunggebungsprozess in Chile 2023
Der Verfassunggebungsprozess in Chile 2023 (span: Proceso Constitucional de Chile) war ein Prozess mit dem Ziel der Ausarbeitung einer neuen Verfassung in Chile. Er endete am 17. Dezember 2023 mit einem Plebiszit, in welchem die Bevölkerung den Verfassungsentwurf ablehnte. 

## Vorgeschichte
Im Zuge der sozialen Proteste ab 2019 in Chile gestand Präsident Sebastián Piñera den Protestierenden die Ausarbeitung einer neuen Verfassung zu, was auch vom chilenischen Volk in einem ersten Plebiszit bestätigt wurde. Die in der Folge gewählte Verfassunggebende Versammlung arbeitete daraufhin zwischen 2021 und 2022 eine neue Verfassung für Chile aus, die jedoch bei einem erneuten Plebiszit von über 60 % der Bevölkerung abgelehnt wurde. In den folgenden Wochen begannen die verschiedenen im Kongress vertretenen Parteien sowie die Regierung unter dem neuen Präsidenten Gabriel Boric darüber zu verhandeln, wie ein neuer Verfassunggebungsprozess aussehen könnte. Die Verhandlungen stockten jedoch mehrfach, vor allem in der Frage, wie ein solcher Prozess zusammengesetzt sein sollte: Während die Regierungsparteien ein rein vom Volk gewähltes Gremium ähnlich der letzten Verfassunggebenden Versammlung bevorzugten, forderte die Opposition ein Gremium mit zumindest teilweise vom Kongress ernannten Mitgliedern. Am 12. Dezember 2022 einigten sich die Parteien schließlich auf das sogenannte Acuerdo por Chile („Übereinkunft für Chile“). Auf Basis dieses Dokumentes startete 2023 der neue Verfassunggebungsprozess in Chile.

## Grundsätze
Als Teil des Acuerdo por Chile wurden zwölf Grundsätze festgelegt, auf Basis derer die neue Verfassung erarbeitet werden soll. Die Grundsätze sind die folgenden:
1. Chile ist eine demokratische Republik, dessen Souveränität vom Volke ausgeht.
2. Der chilenische Staat ist einheitlich und dezentralisiert.
3. Die Souveränität ist beschränkt durch die Menschenwürde und die Menschenrechte, die in internationalen Verträgen, die vom chilenischen Staat ratifiziert wurden und sich noch in Kraft befinden, anerkannt werden. Die Verfassung stellt fest, dass der Terrorismus in jeglicher Form von Grund auf im Gegensatz zu den Menschenrechten steht.
4. Die Verfassung erkennt die indigenen Völker als Teil der chilenischen Nation an, die eins und unteilbar ist. Der Staat respektiert und fördert ihre Rechte und Kulturen.
5. Chile ist ein sozialer und demokratischer Rechtsstaat, dessen Ziel die Förderung des Gemeinwohls ist, der fundamentale Rechte und Freiheiten anerkennt und der die progressive Entwicklung von sozialen Rechten unter Beachtung des Grundsatzes der fiskalen Verantwortung durch staatliche und private Einrichtungen fördert.
6. Die nationalen Symbole Chiles sind die Flagge, das Wappen und die Nationalhymne.
7. Chile hat drei getrennte Gewalten, die unabhängig voneinander sind: a) Die Exekutive mit einem Regierungschef, dem die ausschließliche Zuständigkeit für die öffentlichen Ausgaben zukommt. b) Die Judikative mit einheitlicher Rechtsprechung und voller Achtung vor rechtskräftigen und vollstreckbaren gerichtlichen Entscheidungen. c) die Legislative mit zwei Kammern, die sich aus einem Senat und einer Abgeordnetenkammer zusammensetzt, unbeschadet ihrer besonderen Befugnisse und Zuständigkeiten.
8. Chile verankert in der Verfassung, unter anderen, die folgenden autonomen Institutionen: Zentralbank, Wahlgerichtsbarkeit, Staatsanwaltschaft und Generalrechnungsprüfer der Republik.
9. Chile schützt und garantiert fundamentale Rechte und Freiheiten wie das Recht auf Leben, die Gleichheit vor dem Gesetz, das Recht auf Eigentum in verschiedenen Erscheinungsformen, die Gewissens- und Glaubensfreiheit, das Wohl von Kindern und Jugendlichen, die Freiheit der Erziehung und das Vorrecht der Familie, über die Bildung ihrer Kinder zu bestimmen, unter anderem.
10. Chile garantiert verfassungsmäßig die Existenz der Streitkräfte, der Ordnungs- und Sicherheitskräfte, besonders der Carabineros de Chile und der Policía de Investigaciones, die sich der zivilen Gewalt unterordnen.
11. Die Verfassung sieht mindestens vier verfassungsmäßige Ausnahmezustände vor: Versammlungszustand, Belagerungszustand, Katastrophenzustand und Ausnahmezustand.
12. Chile verpflichtet sich verfassungsmäßig der Pflege und Konservierung der Natur und Biodiversität.

## Organe
Das Acuerdo de Chile sieht drei Organe vor, die an der Ausarbeitung der neuen Verfassung beteiligt sein sollen:

### Expertenkommission
Die Expertenkommission (span: Comisión Experta) hat 24 Mitglieder, wovon jeweils zwölf von Senat und Abgeordnetenkammer ernannt wurden. Sie arbeitet ab dem 6. März 2023 einen Verfassungsvorschlag aus, über den dann vom Verfassunggebenden Rat debattiert und abgestimmt werden soll.

### Verfassunggebender Rat
Die 51 Mitglieder des Verfassunggebenden Rates (span: Consejo Constitucional) wurden in einer Wahl am 7. Mai 2023 direkt vom Volk gewählt. Der Rat ist paritätisch besetzt. Im Rat soll über die einzelnen Vorschläge der Expertenkommission diskutiert und abgestimmt werden. Dabei ist für die Zustimmung eine Mehrheit von 60 % notwendig.

### Technisches Zulässigkeitskomitee
Das Technische Zulässigkeitskomitee (span: Comité Técnico de Admisibilidad) besteht aus 14 ebenfalls vom Kongress ernannten Juristen, die die Einhaltung der zwölf Grundsätze überprüfen sollen.